# Інститут фінансових бухгалтерів
Інститут фінансових бухгалтерів (Institute of Financial Accountants) - інститут що, знаходиться у Великій Британії, є однією з найстаріших організацій фінансистів і бухгалтерів. Заснований у 1916 році.
У своїй діяльності даний заклад співпрацює з Міжнародною асоціацією бухгалтерів [Архівовано 28 вересня 2020 у Wayback Machine.] (IAB) - професійною організацією, що сертифікує і об'єднує працівників бухгалтерської професії по всьому світу.
Програми IFA (Institute of Financial Accountants) призначені для бухгалтерів, аудиторів, фінансових фахівців, працівників банків, фінансових директорів і керівників компаній, що бажають отримати необхідні знання та навички з управління та розвитку бізнесу
Інститут Фінансових Бухгалтерів займає своє місце серед провідних професійних організацій, поряд з 5 присяжними асоціаціями, визнаними в Англії і 125 організаціями в усьому світі.

## В Україні
В Україні повна схема навчання IFA представлена 4-ма дисциплінами:
1. Міжнародні стандарти фінансової звітності - застосування МСФЗ при підготовці та поданні фінансової звітності.
2. Управління фінансами фірми (управлінський облік) - планування, контроль та аналіз фінансового стану компанії, побудова реалістичних бюджетів, управління прибутковістю бізнесу.
3. Внутрішній аудит - підвищення ефективності управління діяльністю компанії, посилення контролю доцільності й адекватності прийняття управлінських рішень, побудови дієвих контрольних систем.
4. Стратегічний менеджмент - принципи корпоративного управління, етика бізнесу, визначення стратегії, ієрархія цілей, аналіз навколишнього середовища і стратегічного положення підприємства.
У грудні 2010 року в Україні відкрилося представництво IFA. Представництво є некомерційною організацією, яка представляє інтереси IFA на території Україні, пов'язані з просуванням бренду IFA, координацією діяльності навчальних центрів, викладачів, організацією роботи з членами і студентами IFA.
Представництво створено на базі благодійної організації «Фонд розвитку МСФЗ».
Головними цілями регіонального представництва IFA є:
1. Підвищити значимість IFA в Україні за допомогою інформаційних заходів високого рівня серед зацікавлених компаній та інститутів.
2. Просувати і рекламувати IFA.
3. Забезпечувати інформаційну та методичну підтримку студентам і користувачам програми IFA.
4. Використовувати будь-яку можливість для підняття кваліфікаційної якості IFA в Україні.
Business Education Alliance (Бізнес Освітній Альянс) – офіційний тренінговий провайдер на території України. 
IFA підписало договір та надало BEA (Business Education Alliance) ексклюзивне право викладати та навчати за програмами інституту. 
У вересні 2012 р. Україна почне навчання за повною професійною схемою IFA,яка складається з двох рівнів та 11 предметів. Першими учасниками програми стануть спеціалісти Університету банківської справи в Україні.